# Moschofilero
Moschofilero, moschofílero – grecki szczep winorośli właściwej o różowawej skórce. Pochodzi z Peloponezu w Grecji. Wzmianki sięgają podobno roku 1601.

## Charakterystyka
W uprawie przeważa moschofilero, choć uprawiane są również liczne klony moschofilero, o potwierdzonym zgodnym kodzie genetycznym, ale różniące się m.in. barwą, aromatem, kształtem liścia i wielkością gron. Nadano im osobne nazwy: asprofilero, xanthofilero, mavrofilero i fileri kokkino. Warianty nazwy określają również winogrona deserowe o niepotwierdzonym pochodzeniu.
Krzewy rosną bujnie i są plenne, ale dojrzewają późno. Krzewy klonów jaśniejszych są kwaśniejsze i dojrzewają później.

## Wina
Skórki są różowawe, co pozwala na uzyskanie lekko różowego wina, lecz przeważnie produkuje się z niego wino białe. Spotykane są wina słodkie i musujące.
Odmiana jest uprawiana w regionie Mandinia na Peloponezie, na wysokościach od 630 do 830 m. Tamtejsze wina objęte apelacją Mantinía AO muszą być wytwarzane min. 85% z moschofilero. Wina są wytrawne, lekkie, owocowe, orzeźwiające i nie nadają się do starzenia. Zapach kojarzy się z muszkatem. Uznawany przez niektórych za najlepsze greckie wino na aperitif. Typowy poziom alkoholu jest niski: około 11%. Niektórzy producenci mieszają ze sobą różne klony moschofilero.

## Rozpowszechnienie
Obszar upraw znacząco wzrósł pod koniec XX wieku: od 43 ha w 1989 do 293,17 ha w 1999. W 2008 zarejestrowano 486 ha winnic obsadzonych moschofilero.

## Synonimy
Jako synonimów używa się wariantów nazwy moschofilero oraz nazw z użyciem słowa fileri: fileri mantineias, fileri palaiopyrgou, fileri trigoleos, fileri tripoleos, filleri tripoleos, moscho filero, moschophilero, moscophilero, moshofileri, mosxofilero, phileri tripoleos.